# Aishan
Aishan (kinesiska: 艾山, 艾山街道) är en socken i Kina. Den ligger i provinsen Shandong, i den östra delen av landet, omkring 97 kilometer sydost om provinshuvudstaden Jinan. Antalet invånare är 80 813. Befolkningen består av 38 981 kvinnor och 41 832 män. Barn under 15 år utgör 17,0 %, vuxna 15-64 år 74 %, och äldre över 65 år 8,0 %.
Genomsnittlig årsnederbörd är 840 millimeter. Den regnigaste månaden är juli, med i genomsnitt 284 mm nederbörd, och den torraste är januari, med 7 mm nederbörd.